# Czernice Borowe (gmina)
Pour les articles homonymes, voir Czernice Borowe.
Czernice Borowe est une gmina rurale (gmina wiejska) de la powiat de Przasnysz, dans la Voïvodie de Mazovie, dans le centre-est de la Pologne.
Son siège administratif (chef-lieu) est le village de Czernice Borowe, qui se situe environ 12 km au nord de Przasnysz (siège de la powiat) et 93 km au nord de Varsovie (capitale de la Pologne).
La gmina couvre une superficie de 120,31 km2 pour une population de 4 029 habitants en 2006.

## Histoire
De 1975 à 1998, la gmina est attachée administrativement à la voïvodie d'Ostrołęka.

Depuis 1999, elle fait partie de la voïvodie de Mazovie.

## Géographie
La gmina inclut les villages et localités de :

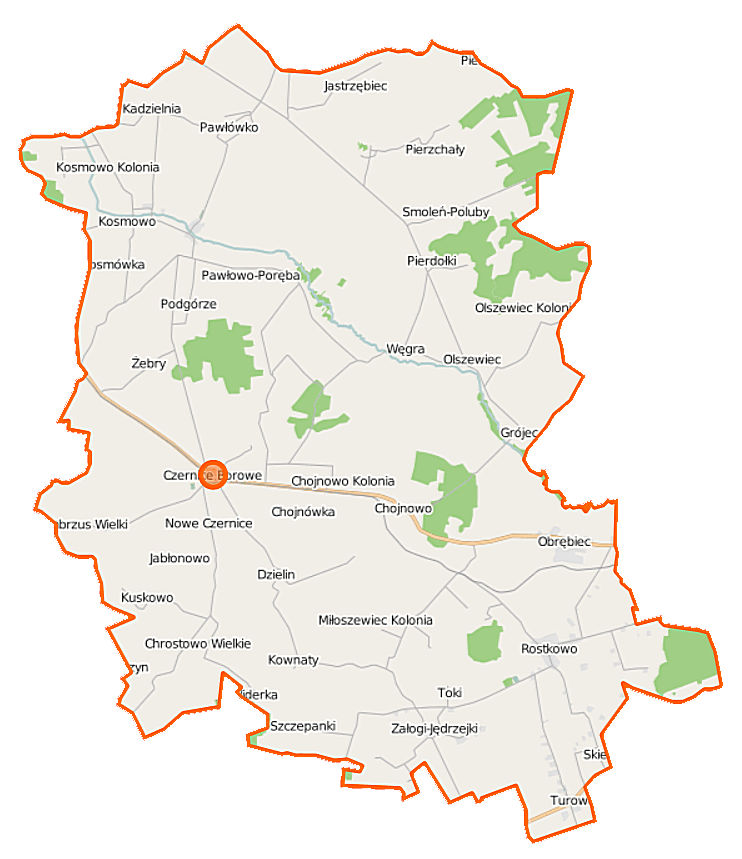
Plan de la gmina

- Borkowo-Boksy
- Borkowo-Falenta
- Chojnowo
- Chrostowo Wielkie
- Czernice Borowe
- Dzielin
- Górki
- Grójec
- Jastrzębiec
- Kadzielnia
- Kosmowo
- Miłoszewiec
- Nowe Czernice
- Obrębiec
- Olszewiec
- Pawłówko
- Pawłowo Kościelne
- Pierzchały
- Rostkowo
- Szczepanki
- Turowo
- Węgra
- Załogi
- Zberoż
- Żebry-Idźki
- Żebry-Kordy
- Zembrzus Wielki

### Gminy voisines
La gmina de Czernice Borowe est voisine des gminy suivantes :
- Dzierzgowo
- Grudusk
- Krasne
- Krzynowłoga Mała
- Opinogóra Górna
- Przasnysz
- Regimin

## Structure du terrain
D'après les données de 2002, la superficie de la commune de Czernice Borowe est de 120,31 km2, répartis comme tel :
- terres agricoles : 87 %
- forêts : 8 %

La commune représente 9,88 % de la superficie du powiat.

## Démographie
Données du 30 juin 2004 :
| Description        | Total  | Total | Femmes | Femmes | Hommes | Hommes |
| ------------------ | ------ | ----- | ------ | ------ | ------ | ------ |
| Unité              | Nombre | %     | Nombre | %      | Nombre | %      |
| Population         | 4 082  | 100   | 1 987  | 48,7   | 2 095  | 51,3   |
| Densité (hab./km²) | 33,9   | 33,9  | 16,5   | 16,5   | 17,4   | 17,4   |